# Scopula remotata
Scopula remotata là một loài bướm đêm trong họ Geometridae.